# Callerebia roxane
Callerebia roxane är en fjärilsart som beskrevs av Grum-grshimailo 1887. Callerebia roxane ingår i släktet Callerebia och familjen praktfjärilar. Inga underarter finns listade i Catalogue of Life.